# Fukoziltransferasa 3
Galaktozid 3(4)-L-fukoziltransferaza je enzim koji je kod ljudi kodiran FUT3 genom.

## Funkcija
Levisov sistem histo-krvnih grupa obuhvata skup fukozilovanih glikosfingolipida koji se sintetišu u egzokrinim epitelnim ćelijama i cirkulišu u telesnim tečnostima. Glikosfingolipidi funkcionišu u embriogenezi, diferencijaciji tkiva, metastazama tumora, zapaljenju i bakterijskoj adheziji. Oni se sekundarno apsorbuju u crvena krvna zrnca što dovodi do njihovog Luisovog fenotipa. Ovaj gen je član porodice fukoziltransferaza, koja katalizuje dodavanje fukoze na prekurzor polisaharida u poslednjem koraku biosinteze Luisovog antigena. On kodira enzim sa aktivnostima alfa(1,3)-fukoziltransferaze i alfa(1,4)-fukoziltransferaze. Mutacije u ovom genu su odgovorne za većinu Levis antigen-negativnih fenotipova. Za ovaj gen je pronađeno više alternativnih splajsnih varijanti, koje kodiraju isti protein.

## Literatura
- Cameron HS, Szczepaniak D, Weston BW (август 1995). „Expression of human chromosome 19p alpha(1,3)-fucosyltransferase genes in normal tissues. Alternative splicing, polyadenylation, and isoforms”. The Journal of Biological Chemistry. 270 (34): 20112—22. PMID 7650030. doi:10.1074/jbc.270.34.20112 .
- Reguigne-Arnould I, Couillin P, Mollicone R, Fauré S, Fletcher A, Kelly RJ, Lowe JB, Oriol R (1995). „Relative positions of two clusters of human alpha-L-fucosyltransferases in 19q (FUT1-FUT2) and 19p (FUT6-FUT3-FUT5) within the microsatellite genetic map of chromosome 19”. Cytogenetics and Cell Genetics. 71 (2): 158—62. PMID 7656588. doi:10.1159/000134098.
- Nishihara S, Nakazato M, Kudo T, Kimura H, Ando T, Narimatsu H (јануар 1993). „Human alpha-1,3 fucosyltransferase (FucT-VI) gene is located at only 13 kb 3' to the Lewis type fucosyltransferase (FucT-III) gene on chromosome 19”. Biochemical and Biophysical Research Communications. 190 (1): 42—6. PMID 7916594. doi:10.1006/bbrc.1993.1008.
- Nishihara S, Narimatsu H, Iwasaki H, Yazawa S, Akamatsu S, Ando T, Seno T, Narimatsu I (новембар 1994). „Molecular genetic analysis of the human Lewis histo-blood group system”. The Journal of Biological Chemistry. 269 (46): 29271—8. PMID 7961897. doi:10.1016/S0021-9258(19)62041-7 .
- Mollicone R, Reguigne I, Kelly RJ, Fletcher A, Watt J, Chatfield S, Aziz A, Cameron HS, Weston BW, Lowe JB (август 1994). „Molecular basis for Lewis alpha(1,3/1,4)-fucosyltransferase gene deficiency (FUT3) found in Lewis-negative Indonesian pedigrees”. The Journal of Biological Chemistry. 269 (33): 20987—94. PMID 8063716. doi:10.1016/S0021-9258(17)31919-1 .
- Koda Y, Kimura H, Mekada E (новембар 1993). „Analysis of Lewis fucosyltransferase genes from the human gastric mucosa of Lewis-positive and -negative individuals”. Blood. 82 (9): 2915—9. PMID 8219240. doi:10.1182/blood.V82.9.2915.2915 .
- Elmgren A, Rydberg L, Larson G (октобар 1993). „Genotypic heterogeneity among Lewis negative individuals”. Biochemical and Biophysical Research Communications. 196 (2): 515—20. PMID 8240322. doi:10.1006/bbrc.1993.2280.
- Nishihara S, Yazawa S, Iwasaki H, Nakazato M, Kudo T, Ando T, Narimatsu H (октобар 1993). „Alpha (1,3/1,4)fucosyltransferase (FucT-III) gene is inactivated by a single amino acid substitution in Lewis histo-blood type negative individuals”. Biochemical and Biophysical Research Communications. 196 (2): 624—31. PMID 8240337. doi:10.1006/bbrc.1993.2295.
- Elmgren A, Börjeson C, Svensson L, Rydberg L, Larson G (1996). „DNA sequencing and screening for point mutations in the human Lewis (FUT3) gene enables molecular genotyping of the human Lewis blood group system”. Vox Sanguinis. 70 (2): 97—103. PMID 8801770. S2CID 42984604. doi:10.1111/j.1423-0410.1996.tb01300.x.
- Bonaldo MF, Lennon G, Soares MB (септембар 1996). „Normalization and subtraction: two approaches to facilitate gene discovery”. Genome Research. 6 (9): 791—806. PMID 8889548. doi:10.1101/gr.6.9.791 .
- Orntoft TF, Vestergaard EM, Holmes E, Jakobsen JS, Grunnet N, Mortensen M, Johnson P, Bross P, Gregersen N, Skorstengaard K, Jensen UB, Bolund L, Wolf H (децембар 1996). „Influence of Lewis alpha1-3/4-L-fucosyltransferase (FUT3) gene mutations on enzyme activity, erythrocyte phenotyping, and circulating tumor marker sialyl-Lewis a levels”. The Journal of Biological Chemistry. 271 (50): 32260—8. PMID 8943285. doi:10.1074/jbc.271.50.32260 .
- Elmgren A, Mollicone R, Costache M, Börjeson C, Oriol R, Harrington J, Larson G (август 1997). „Significance of individual point mutations, T202C and C314T, in the human Lewis (FUT3) gene for expression of Lewis antigens by the human alpha(1,3/1,4)-fucosyltransferase, Fuc-TIII”. The Journal of Biological Chemistry. 272 (35): 21994—8. PMID 9268337. doi:10.1074/jbc.272.35.21994.
- Pang H, Liu Y, Koda Y, Soejima M, Jia J, Schlaphoff T, Du Toit ED, Kimura H (јун 1998). „Five novel missense mutations of the Lewis gene (FUT3) in African (Xhosa) and Caucasian populations in South Africa”. Human Genetics. 102 (6): 675—80. PMID 9703429. S2CID 12651016. doi:10.1007/s004390050760.
- Nishihara S, Hiraga T, Ikehara Y, Iwasaki H, Kudo T, Yazawa S, Morozumi K, Suda Y, Narimatsu H (април 1999). „Molecular behavior of mutant Lewis enzymes in vivo”. Glycobiology. 9 (4): 373—82. PMID 10089211. doi:10.1093/glycob/9.4.373 .
- Yazawa S, Tanaka S, Nishimura T, Miyanaga K, Kochibe N (1999). „Plasma alpha1,3-fucosyltransferase deficiency in schizophrenia”. Experimental and Clinical Immunogenetics. 16 (3): 125—30. PMID 10394050. S2CID 85281056. doi:10.1159/000019104.
- Holmes EH, Yen TY, Thomas S, Joshi R, Nguyen A, Long T, Gallet F, Maftah A, Julien R, Macher BA (август 2000). „Human alpha 1,3/4 fucosyltransferases. Characterization of highly conserved cysteine residues and N-linked glycosylation sites”. The Journal of Biological Chemistry. 275 (32): 24237—45. PMID 10816554. doi:10.1074/jbc.M000888200 .
- Grahn A, Elmgren A, Aberg L, Svensson L, Jansson PA, Lönnroth P, Larson G (октобар 2001). „Determination of Lewis FUT3 gene mutations by PCR using sequence-specific primers enables efficient genotyping of clinical samples”. Human Mutation. 18 (4): 358—9. PMID 11668626. S2CID 33547478. doi:10.1002/humu.1204.
- Roos C, Kolmer M, Mattila P, Renkonen R (фебруар 2002). „Composition of Drosophila melanogaster proteome involved in fucosylated glycan metabolism”. The Journal of Biological Chemistry. 277 (5): 3168—75. PMID 11698403. doi:10.1074/jbc.M107927200 .

## Spoljašnje veze
- CD174+Antigen на 